# Rudolf Schulze (Pfarrer)
Rudolf Schulze (* 14. Februar 1930 in Osterwieck; † 12. Mai 2015 in Berlin) war ein evangelischer deutscher Theologe, Studentenpfarrer und Oberkirchenrat.

## Leben und Wirken

### Jugendzeit
Rudolf Schulze wuchs als Sohn des Schornsteinfegermeisters Wilhelm Schulze (1888–1949) und dessen Ehefrau Olga, geborene Kolbe (1888–1978), im Harz auf. Von 1936 bis 1943 besuchte er die Volksschule in seiner Geburtsstadt und anschließend das Gymnasium Martineum in Halberstadt in Sachsen-Anhalt.
Nach dem Abitur in der SBZ begann er von 1948 bis 1950 das Studium der Geodäsie an der Technischen Universität in West-Berlin. Ein Vortrag von Karl Barth regte ihn an, von der Naturwissenschaft zur Theologie zu wechseln.

### Theologiestudium
Bis 1954 nahm er an der Kirchlichen Hochschule in Berlin-Zehlendorf das Theologiestudium auf, das er am Katechetischen Oberseminar (KOS) in Naumburg (Saale) fortsetzte. Das Erste Theologisches Examen legte Schulze im März 1955 in Halle (Saale) ab und das Zweite Theologische Examen im November 1957 in Magdeburg. Dort erfolgte auch seine Ordination am 15. Dezember 1957. Zuvor war er Vikar in Brehna und Rhoden (Osterwieck). In Rhoden im damaligen Sperrgebiet der DDR war er ab Dezember 1957 bis 1958 als Hilfsprediger tätig und danach in Völpke. Von September 1960 bis Februar 1964 wirkte er als Ephorus der kirchlichen Ausbildungsstätte, dem „Sprachenkonvikt“ in Ost-Berlin.

### Studentenpfarrer in Halle (Saale)
Die Evangelische Kirche der Kirchenprovinz Sachsen berief Schulze 1964 zum Nachfolger des Studentenpfarrers Christoph Hinz für die Studentenseelsorge Halle, wo er im Jenastift in der Rathausstraße und im Pfarramt Henriettenstraße lebte. Unter seiner Leitung entstanden Arbeitskreise zu biblischen Themen, die vielfach mit zeitgeschichtlichen Fragen wie z. B. zum Prager Frühling von den Hallenser Vertrauensstudenten verbunden wurden. Schulze erwirkte ein Anerkennungsschreiben des Bischofs Johannes Jänicke, das den Vertrauensstudenten im Gottesdienst zum Semesterbeginn überreicht wurde. Schulze gehörte als Studentenpfarrer einem Arbeitskreis „zur innerkirchlichen Klärung der im Zusammenhang mit dem Wehrdienst noch offenen Grundsatzfragen“ an, den der Magdeburger Bischof Jänicke Anfang 1965 auf Bitten der Konferenz der evangelischen Kirchenleitungen gebildet hatte.

#### Förderung der Ost-West-Kontakte
Überdies förderte Schulze die Ost-West-Kontakte zwischen der Hallenser Evangelischen Studentengemeinde zu Studentengemeinden in den Universitätsstädten Frankfurt am Main und Göttingen sowie an der Pädagogischen Hochschule in Alfeld (Leine) durch Partnertreffen. Für Bibelstunden und Themenabende gelang es Schulze, Referenten aus der Wissenschaft und Praxis des In- und Auslandes zu gewinnen, darunter Teilnehmer der Jahrestagungen der Deutschen Akademie der Naturforscher Leopoldina wie z. B. Carl Friedrich Freiherr von Weizsäcker, der in einer Konferenzpause in den Saal der Studentengemeinde im Jenastift kam. Auf Anregung des Agrarwissenschaftlers Erich Hoffmann, der zu den profiliertesten Rednern auf Vortragsabenden der Studentengemeinde Halle zählte, beteiligten sich Studenten an Hilfs-Aktionen wie z. B. „Traktoren für Indien.“ Schulze führte die fünf Minuten dauernden Mittagsgebete für Studenten ein, die für sie unter ihrer Mitwirkung montags bis freitags in der Stadtmission Halle am Weidenplan auf dem Wege von den Vorlesungssälen zur Mensa stattfanden. Seine Kontakte zu christlichen Persönlichkeiten des Lehrkörpers bewirkten, dass Professoren und Dozenten über die Theologische Fakultät hinaus den Bußtagsgottesdienst der Studentengemeinde besuchten, dessen Predigt in der Regel vom Bischof der Kirchenprovinz Sachsen gehalten wurde, zu jener Zeit von Johannes Jänicke und Werner Krusche. Schulze veranlasste, dass vom Magdeburger evangelischen Bischof die „bestellten Vertrauensstudenten“ der Studentengemeinde Halle ein förmliches Anerkennungsschreiben mit Segenswunsch im Gottesdienst zum Semesteranfang überreicht bekamen.
Er sorgte – in Abstimmung mit der damaligen Eigentümerin, die Domgemeinde, und den ESG-Vertrauensstudenten – dafür, dass der freischaffende Künstler Ludwig Ehrler (1939–2014) wegen seiner kleinen Privatwohnung einen hellen, zur Straßenfront gelegenen Raum der Studentengemeinde im ehemaligen von Jena’aschen Fräuleinstift als Atelier für seine Malerei in den 1960er Jahren zeitweilig nutzen konnte. Bei der Wahl der Farben in seinen Werken orientierte sich der Künstler an dem Verständnis: „Weiß für da Leben, Schwarz für den Tod und Gold für die Verehrung Gottes“.

#### Initiator für engere Zusammenarbeit zwischen ESG und KSG in Halle
Gemeinsamen Themen-Abenden mit der Katholischen Studentengemeinde KSG – wie der ökumenischen Bewegung überhaupt – stand Schulze offen gegenüber. Er folgte Einladungen der KSG Halle und den Vorschlägen des neu gebildeten Arbeitskreises ESG/KSG, dessen Ergebnis u. a. gemeinsam gestaltete Neuimmatrikulierten-Abende für Kommilitonen sowie interessierte konfessionslose Studienanfänger waren. Diese Entwicklung begann mit zusammen durchgeführten Rüsten zu Beginn des Herbstsemesters an der Martin-Luther-Universität, die auf Schloss Mansfeld durchgeführt wurden. Die Einbeziehung der Hallenser Studenten-Kurrende in die Gestaltung der Semesteranfangs- und -schlussgottesdienste war für Schulze eine Herzensangelegenheit.

#### Seelsorgeauftrag gegenüber allen Universitäts- bzw. Hochschulangehörigen
Seinen besonderen Seelsorgeauftrag nahm Schulze sowohl für die Studenten als auch für interessierte Mitarbeitende der Pädagogischen Hochschule Halle und der Martin-Luther-Universität Halle-Wittenberg wahr. Kontakte gab es mit dem britischen Hochschullehrer Brian Norris (* 1932; † 2015) vom Lehrbereich Spezialsprachen der Martin-Luther-Universität zum Studentenpfarrer und eine Teilnahme an einer Rüste der ESG Halle. Nach dem Fall der Berliner Mauer besuchte Schulze, der seit 1978 mit seiner Familie in Berlin lebte, den Briten in dessen Heimatstadt Bolton. Dieser äußerte sich rückblickend zum seelsorgerlichen Handeln Schulzes als Studentenpfarrer: „Er hat sich nicht einschüchtern lassen und in der marxistischen Universität seine Gebets- und Gesprächskreise abgehalten.“
Nach dem Ende der Amtszeit von Rudolf Schulze als Studentenpfarrer wurde Wolf Krötke, der spätere Professor für systematische Theologie in Berlin, zum Nachfolger durch die Studenten gewählt.

### Theologischer Leiter
Von September 1970 bis 1978 war Schulze Superintendent im Rahmen einer bruderschaftlichen Leitung des Kirchenkreises Halle und Pfarrer an der Paulusgemeinde in Halle (Saale). Zum 1. März 1978 wurde Schulze Oberkirchenrat und als Referent für theologische Arbeit in die Kirchenkanzlei der Evangelischen Kirche der Union (EKU) Bereich Ost tätig. Er war dort vor allem für die Berliner Bibelwochen mit Teilnehmenden aus Ost und West verantwortlich. Schließlich wurde Schulze nach einem weiteren Tätigkeitswechsel Leiter der Studienabteilung beim Bund der Evangelischen Kirche.
Zusammen mit zwei Kollegen schrieb er das Buch mit dem Titel „gehen oder bleiben – Flucht und Übersiedlung von Pfarrern im geteilten Deutschland“, das sich nach seinen Worten „… mit der Problematik (befasst), wie die Kirchenleitungen mit den Pfarrern umgingen, die zur DDR-Zeit auf eigene Faust oder mit vorgeschriebenen Antrag in die Bundesrepublik ausreisen wollten.“

### Persönliches

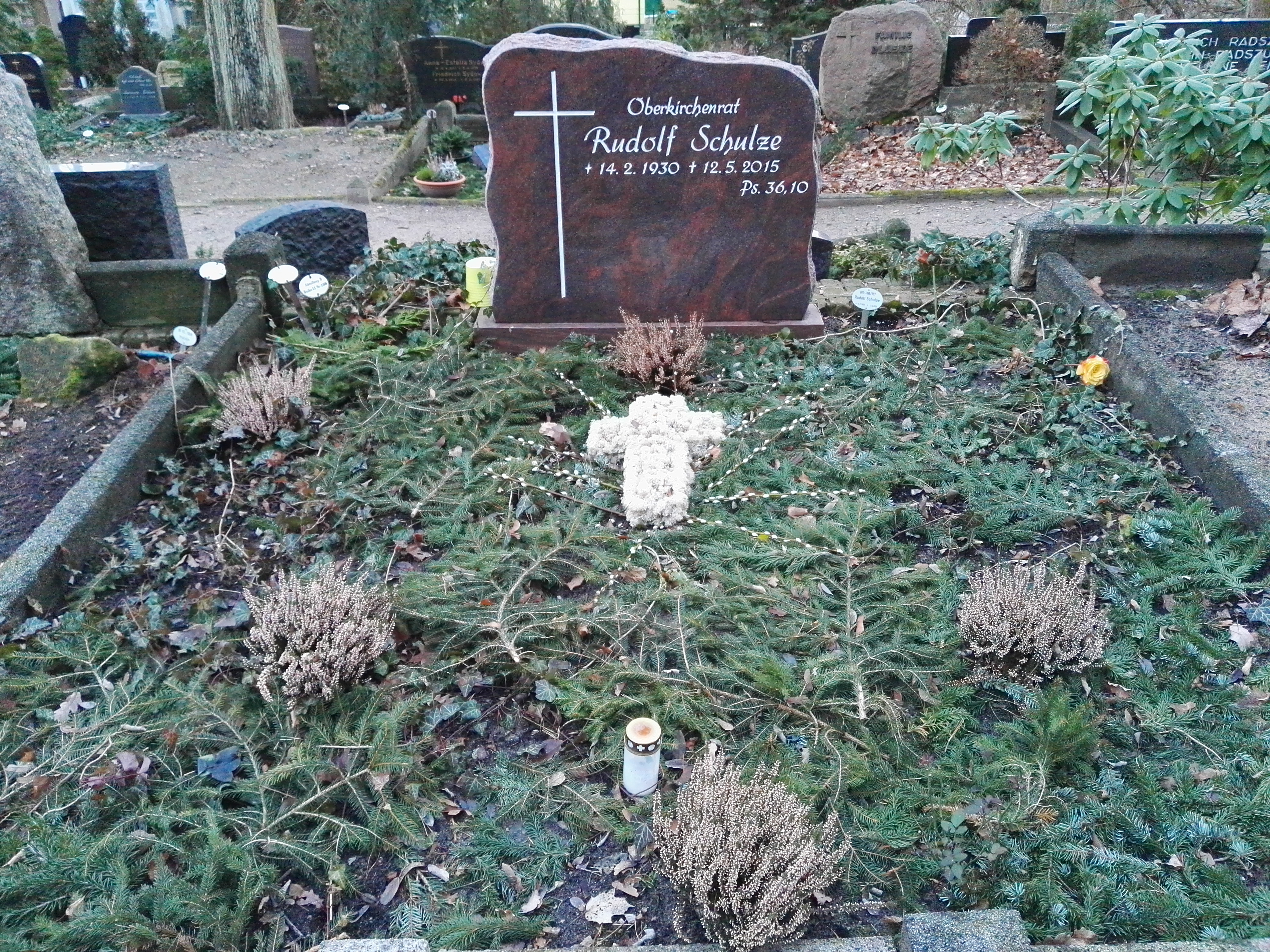
Grabstätte

Schulze heiratete im Juli 1960 die Kinderdiakonin Christiane, geborene Heckel, eine Pfarrerstochter aus Berlin-Bohnsdorf, gegen deren Vater, Konrad Heckel (1908–1993) wegen seiner ablehnenden Haltung zur DDR-Jugendweihe 1957 staatlicherseits eine Kampagne in den Presseorganen Berliner Zeitung, Neues Deutschland sowie Neue Zeit und auch mit Hilfe der staatlichen Nachrichtenagentur ADN initiiert wurde. Aus der Ehe Rudolf und Christiane Schulzes gingen drei Töchter und ein Sohn hervor: Cornelia, Katharina, Friedemann und Christiane.
Nachdem Schulze im Februar 1994 in den Ruhestand gegangen war, hielt er in der Waldkapelle Zum anklopfenden Christus in der Waldstraße in Hessenwinkel im Berliner Ortsteil Rahnsdorf mehrmals Gottesdienste. Zu seinem Freundeskreis zählte der evangelische Theologe und Bischof Joachim Rogge (1929–2000). Der Präsident der Kirchenkanzlei der EKU, Bereich Ost (1986–1991), Friedrich Winter (1927–2022) war sein Kollege und Chef.
Schulze starb im Mai 2015 kurz vor dem 70-jährigen Jubiläum der Evangelischen Studentengemeinde Halle, wo er die Abendandacht halten sollte.
Er ist auf dem Evangelischen Friedhof Rahnsdorf-Wilhelmshagen in Berlin (Abteilung C) bestattet.

## Werke (Auswahl)
als Autor
- Die Konflikte um den Jugenddiakon Lothar Rochau und seinen Dienst in Halle-Neustadt 1981–1983. Ein Bericht im Auftrag der Kirchenleitung der Evangelischen Kirche der Provinz Sachsen. Frankfurt am Main 1996, ISBN 3-921766-85-0.
- Mit Eberhard Schmidt und Gerhard Zachhuber: Gehen oder bleiben. Flucht und Übersiedlung von Pfarrern im geteilten Deutschland. Leipzig 2002, ISBN 3-374-01981-1.

als Herausgeber
- Nach der Wende. Wandlungen in Kirche und Gesellschaft; Texte aus der Theologischen Studienabteilung beim Bund der Evangelischen Kirchen in der DDR. Wichern-Verlag, Berlin 1990, ISBN 3-88981-047-0.
- mit Hartmut Ludwig: Barmen 1934–1984. Beitrag zur Diskussion um die Theologische Erklärung von Barmen. Herausgegeben im Auftrag des Bundes der Evangelischen Kirchen in der Deutschen Demokratischen Republik. Evangelische Verlagsanstalt, Berlin, 1983. DNB 840419775